# 貝田由里子
貝田 由里子（かいだ ゆりこ、11月1日 - ）は、日本の女性歌手。神奈川県出身。国立音楽大学声楽科卒。FictionJunctionのメンバー。愛称はゆり姉。

## 貝田由里子 名義

### アルバム
- PORTA（2018年6月30日）

1. Swan～プロローグ～
2. 結び
3. ひとつなぎ

- Casser la porte（2019年6月28日）

1. Swan
2. Snow
3. 春色
4. ヌクモリ
5. Ballad～匣の中で～
6. Swallow

- Porta Rinata（2021年6月13日）

1. LIGHT
2. STAR
3. 砂糖菓子の上でワルツを～序～

### シングル
- とこしえに（2022年7月13日）

1. とこしえに
2. scatter
3. ひとつなぎ

### ボーカル参加
- ミラクル・ボディに御用心！/ 鮮度が決め手！（OVA「VS騎士ラムネ&40FRESH」OP・EDテーマ）
- 想い出サンセット DUET VERSION（メリー「個性派ブレンドクラシック」収録）
- それぞれの悲槍～響Ver.（TVアニメ「PEACE MAKER 鐵」オリジナル・イメージソング）
- シアワセの羽 Original Version(TVアニメ「おねがいマイメロディ」キャラクターソング）
- 年下のボク（TVアニメ「メダロット魂」EDテーマ）
- The Caravan Night's Entertainment（劇場版「乙女ゲームの破滅フラグしかない悪役令嬢に転生してしまった…」劇中歌）

### 作詞
- アイドルマスターシリーズ
  - THE IDOLM@STER SP
    - 目が逢う瞬間
    - 隣に・・・

  - THE IDOLM@STER 2
    - tear[2]

  - THE IDOLM@STER (アニメ)
    - Happy Christmas
    - 見つめて

  - THE IDOLM@STER SHINY FESTA
    - edeN

  - アイドルマスター ワンフォーオール
    - 細氷[3]

  - アイドルマスター プラチナスターズ
    - 僕たちのResistance[4]

  - THE IDOLM@STER RADIO
    - エール[5]
    - sunshine

  - アイドルマスター シンデレラガールズ
    - こいかぜ
    - You're stars shine on me[6]（和声も担当）
    - Blessing[7]

  - アイドルマスター シンデレラガールズ (アニメ)
    - Memories[8]
- 愛・天地無用!
  - キミと見た花 キミと見た空
  - 型破りサイエンス
  - トラブルガールズ
  - Best Party

## Yuriko Kaida 名義
- Dreamer(Takeharu Ishimoto & Yuriko Kaida)（リズムゲーム　ミュージックガンガン！収録曲）
- 逆光サンセット（DUSTY FRUITS CLUB「GIRL LIKE YOU」収録曲）
- 北極百貨店のテーマ（映画「北極百貨店のコンシェルジュさん」挿入歌）

### Fate/Grand Order
- Indelible illusion（第1.5部　亜種特異点Ⅱ伝承地底世界アガルタ　TVCM楽曲）
- 陸劫輪廻 (スパイラル・ラダーfeat.Yuriko Kaida)（ぶっちぎり茶の湯バトル ぐだぐだ新邪馬台国 地獄から帰ってきた男　TVCM楽曲）

## YURIKO KAIDA 名義

### 参加CD
- FictionJunction
- Kalafina（コーラス）

### 主唱‧和声
- ノワール
  - canta per me
  - lullaby
  - salva nos
  - salva nos 2
  - canta per me 2
  - canta per me -Japanese ver.（主唱：桑島法子）
  - lullaby -Japanese ver.（主唱：TARAKO）
  - 秘密（主唱：久川綾）
  - salva nos -dialogue remix ver.（主唱：三石琴乃）
  - 幻想楽園
  - melody -"salva nos"ver.
- .hack//SIGN
  - mimiru
  - das wandern
- .hack// EXTRA
  - warp
- 千葉紗子
  - melody
  - アイスクリイム
  - snow
  - さよならソリティア
  - here we stand in the morning dew
  - My Green Park
  - (We are so) together
  - ひとりでも、ふたりなら
  - my song
- FictionJunction YUUKA
  - 瞳の欠片
  - inside your heart
  - nostalgia
  - Silly-Go-Round
  - 荒野流転
  - blessing
  - 約束
  - circus
  - 荒野流転 　Full Size Mix
  - よろこび
- XenosagaⅡ【善悪の彼岸】
  - Jr. #2
  - A Field Of Battle ～ Bitter#2
  - Inside ～ Sakura #3
  - Bitter
- コゼットの肖像
  - the main theme of Petit Cossette 	
    - 宝石（主唱：井上麻里奈）
    - Ballad（主唱：井上麻里奈）
- エレメンタル ジェレイド
  - 微かなる煽ぎの彩
  - everlasting song（主唱：ASUKA）
  - everlasting song〜japanese edition（主唱：ASUKA）
  - 煽ぎの詩
- ツバサ・クロニクル
  - tsubasa（主唱：KAORI）
  - endlessly
  - 風の街へ（主唱：KEIKO）
  - ユメノツバサ（主唱：牧野由依）
  - dream scape（主唱：KAORI）
  - aikoi（主唱：YUUKA）
  - つきのしじま（主唱：牧野由依）
- 舞-乙HiME
  - 乙女の子守唄
  - MATERIALISE
  - 戦乙女～蒼と黒の狂想曲
  - ライラック〜美しき契り
  - 小さな道化師
  - ひなげしの花のように
  - 聖乙女の祈り
  - 舞乙女SAGA〜Memorial Medley
  - storm
- 真救世主伝説 北斗の拳ラオウ伝 殉愛の章
  - opening
  - face to face
  - where the lights are〜SHEW
  - Nicolette
  - 光の行方 （主唱：WAKANA）
  - Where the lights are (Japanese Ver.) （主唱： WAKANA）
- エル・カザド
  - inca rose
  - just for love〜L.A.#2
  - the place of eternity
  - L.A
  - paradise regained
  - I reach for the sun（主唱：Emily Bindiger）
- PandoraHearts
  - Bloody rabbit
  - Preparation
  - everytime you kissed me（主唱：Emily Bindiger）
  - Pandora hearts expanded
  - A shadow
- 魔法少女まどか☆マギカ
- Fate/Zero
- 歴史秘話ヒストリア
  - Historia : opening theme
  - secret episodes
  - walk on your destiny
  - the moving era
  - Historia : closing theme
- 世界里山紀行
- その他
  - Calling（織田かおり）
  - 砂塵の彼方へ･･･
  - sand dream

## KAiiDA 名義
- 1st ALBUM『聖歌』

1. 雪にかいたLOVE LETTER〜クリスマスイヴの小さな片思い〜
2. Love Talk〜命が愛に溶けて 生まれた恋〜
3. BOYのテーマ〜過去世から届く 運命の恋〜
4. I WILL〜時を超え 名もない星になっても 永遠に輝き続ける恋〜

- 2nd ALBUM『Crystal Ocean』

1. SUMMER EYES
2. FUTARI NO NIGHT DIVE
3. Strangers Dream
4. EDEN OF GALAXY